# Pays de Lusignan et de Vouillé
Le Pays de Lusignan et de Vouillé est une région naturelle de France. Il est situé dans la région Nouvelle-Aquitaine, à l'ouest du département de la Vienne.

## Géographie

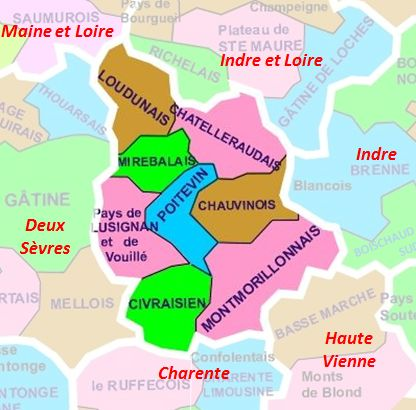
Les régions naturelles du département de la Vienne

Ces deux pays traditionnels également dénommés « Pays Mélusin » et « Pays Vouglaisien »  sont situés à l'ouest du département de la Vienne. Ils constituent une zone de transition entre la Gâtine et le Poitevin, cœur de l'ancienne province du Poitou. Traversés par les rivières de la Vonne, de la Boivre et de l'Auxances ils sont les héritiers d'un riche passé historique.
Ces deux pays sont entourés par les régions naturelles suivantes :
- Au nord par le Mirebalais.
- À l’est par le Poitevin.
- Au sud par le Civraisien.
- À l’ouest par la Gâtine et le Mellois.

### Pays Mélusin
Pays de petites landes est devenu un pays à l'agriculture plus performante (élevage, maraichage et arboriculture).

### Pays Vouglaisien
Ce pays présente une succession de forêts et de bocages.